# IC 4644
IC 4644 је спирална галаксија у сазвјежђу Рајска птица која се налази на листи објеката дубоког неба у Индекс каталогу.
Деклинација објекта је - 73° 56' 19" а ректасцензија 17h 24m 35,8s. Привидна величина (магнитуда) објекта IC 4644 износи 14,1 а фотографска магнитуда 14,9. IC 4644 је још познат и под ознакама ESO 44-11, FGCE 1280, IRAS 17182-7353, PGC 60234.